# Fòrum Batllista

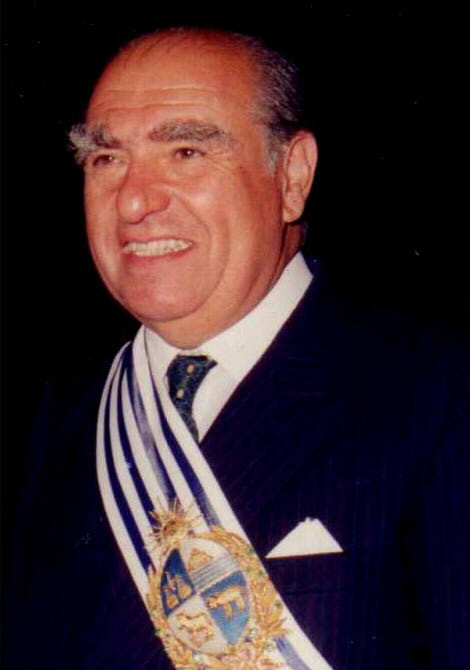
Julio Mª. Sanguinetti, el màxim representant del Fòrum Batllista.

El Fòrum Batllista (en castellà i oficialment Foro Batllista) és un sector polític del Partit Colorado de l'Uruguai, de tendència socialdemòcrata. Es troba inspirat en la tercera via, un corrent ideològic desenvolupat principalment a Europa però també a Amèrica Llatina. El seu dirigent més destacat va ser Julio María Sanguinetti Coirolo, dues vegades president del país (1985-1990 i 1995-2000).

## Història
Abans del cop d'Estat del 27 de juny de 1973, i després de la mort del líder històric del Partit Colorado, Luis Batlle Berres, coexistien en el Batllisme Unit (Llista 15), tots els corrents del batllisme oposats a la UCB - sector conservador i autoritari del partit, que representava ideològicament tot el contrari a les idees batllistes -, així com la del fill de Luis Batlle, Jorge Batlle Ibáñez, - futur president de la República -, en la qual estaven entre d'altres Julio María Sanguinetti Coirolo, també llistes on lideraven Manuel Flores Mora i Amílcar Vasconcellos, o l'agrupació de Zelmar Michelini.
Acabat el període i tenint en compte que no existeix a l'Uruguai la reelecció presidencial immediata, Enrique Tarigo Vázquez i Jorge Batlle es van disputar la candidatura presidencial, el que va provocar una gran ruptura a la Llista 15, doncs per a sorpresa de Batlle, Sanguinetti va donar suport a la candidatura de Tarigo. Però en les eleccions internes del batllisme de 1989, Batlle va resultar guanyador, i les seqüeles de l'enfrontament van portar aparellada a la llarga la divisió del Batllisme Unit, entre el Batllisme (Llista 15) i el Fòrum Batllista (Llista 2000).
En les eleccions de 1989, les llistes que donarien origen al Fòrum Batllista van obtenir una dolenta votació, però per a les eleccions següents Sanguinetti va resultar reelegit president, i així es va convertir el Fòrum Batllista en el sector majoritari.
Durant la presidència de Jorge Batlle (2000-2005), el Fòrum Batllista, malgrat les diferències, es va mantenir fidel al govern del seu partit. Els comicis de 2004 van marcar una dura derrota per al Partit Colorado, i el Fòrum Batllista no va ser l'excepció, obtenint tot just un senador i set diputats.
En les eleccions presidencials internes de 2009, el FB va donar suport al precandidat Luis Antonio Hierro López. Actualment, el Fòrum Batllista vol crear un front unit contra el moviment Vamos Uruguay, encapçalat pel candidat presidencial del Partit Colorado, Pedro Bordaberry.